# HD 31563
HD 31563，又名BD+73 264，SAO 5403、HR 1587，是一颗恒星，视星等为6.66，位于銀經138.24，銀緯19，其B1900.0坐标为赤經4h 51m 45s，赤緯+73° 19′ 56″。